# Macrosoma albida
Macrosoma albida är en fjärilsart som beskrevs av William Schaus 1901. Macrosoma albida ingår i släktet Macrosoma och familjen Hedylidae. Inga underarter finns listade i Catalogue of Life.